# Hyponeuma
Hyponeuma é um gênero de traça pertencente à família Arctiidae.